# Mikhaïl Souslov
Pour les articles homonymes, voir Souslov.
Mikhaïl Andreïevitch Souslov (en russe : Михаил Андреевич Суслов), né le 21 novembre 1902 à Chakhovskoïe (gouvernement de Saratov), dans l'actuel oblast d'Oulianovsk, et mort le 25 janvier 1982 à Moscou, est un homme politique et idéologue soviétique, membre du Politburo et du Secrétariat du PCUS, formation qu'il avait rejointe en 1921. 

## Biographie
Il étudia l'économie à l'Institut Plekhanov et à l'Institut économique des professeurs rouges, puis enseigna à l'université d'État de Moscou et à l'Académie industrielle. En 1931, il devint membre de la commission centrale de contrôle du PCUS. En 1933-1934, il dirige une commission qui organise des purges au sein du parti dans l'Oural et dans la province de Tchernigov. Souslov fut ensuite nommé au Comité central du PCUS en 1939. De 1949 à 1950, il est rédacteur en chef de la Pravda.
Durant la Seconde Guerre mondiale, il eut la charge de déporter des Tchétchènes et autres communautés musulmanes des régions caucasiennes. On lui confia après la fin du conflit une mission de reprise en main de la Lituanie et il put envoyer des villages entiers dans des camps de déportation en Sibérie. Il fut promu au Politburo en 1952. 
A l'été 1953, trois mois après la mort de Staline et le retour en France de Maurice Thorez, sur fond de luttes pour le pouvoir encore incertaines à Moscou, Auguste Lecœur est convoqué à Moscou par Souslov, en tant que secrétaire de l'organisation du PCF, et interrogé sur le rapport présenté à la direction du PCF par Jacques Duclos à son retour de la conférence des 12, 13 et 14 juillet 1953, tenue à Moscou, au cours de laquelle Malenkov, Molotov et Nikita Khrouchtchev, le nouveau numéro un soviétique, font une critique de la période stalinienne et expliquent aux représentants de 19 partis communistes européens qu'il y avait eu en URSS des « défauts dans les méthodes de direction », « déviations de la conscience léniniste » et surtout « culte de la personnalité ». Les soviétiques les ont incité, de plus, à « faire eux aussi des réformes dans leurs partis ».
Souslov fut beaucoup  plus tard le principal acteur de la mise à l'écart de Khrouchtchev et du remplacement de celui-ci par Léonid Brejnev, en 1964. Il fut chargé de l'idéologie du parti pendant la plus grande partie de sa présence au Secrétariat. C'est après sa mort que commencèrent les grandes manœuvres des prétendants à la succession de Brejnev au cours desquelles Youri Andropov, qui soutenait la ligne idéologique de Souslov, était concurrent de Andreï Kirilenko et de Constantin Tchernenko.
Souslov fut le mentor de Iouri Andropov et du père de la perestroïka, Mikhaïl Gorbatchev.
En 1977, il ordonne la destruction de la maison Ipatiev, où avait eu lieu en 1918 l'exécution de la famille impériale.
Il repose aux côtés de Joseph Staline dans le mur du Kremlin. Son épouse est décédée en 1972.
Dans son ouvrage Staline - La Cour du tsar rouge, l'historien britannique Simon Sebag Montefiore cite un livre de Roy Medvedev, Neizvestnyj Stalin (publié en 2001 en Russie mais inédit en France) présentant Souslov comme le dauphin secrètement choisi par Staline ; « mais rien ne permet de le prouver », ajoute prudemment Montefiore.